# Липа войлочна (Кам'янець-Подільський, вул. Соборна, 2)
Ли́па во́йлочна — ботанічна пам'ятка природи місцевого значення в Україні. Розташована в межах міста Кам'янець-Подільський, вул. Соборна, 2. 
Площа 0,01 га. Статус надано згідно з розпорядженням облвиконкому від 11.06.1970 року № 156-р«б». 
Статус надано з метою збереження цінного декоративного дерева — липи повстистої. 